# Église Saint-Pierre d'Oust-Marest
Pour les articles homonymes, voir Église Saint-Pierre.
L'église Saint-Pierre d'Oust-Marest est une église catholique située à Oust-Marest en Picardie maritime, dans le département de la Somme, en France.

## Historique
La construction de l'église d'Oust-Marest remonte aux XIIe et XIIIe siècles.

## Caractéristiques

### Extérieur
L'église d'Oust-Marest est un édifice de brique et pierre d'une grande simplicité. La base de l'édifice est en craie, les parties hautes et les contreforts sont en brique. Un seul vaisseau englobe la nef et le chœur. La façade aveugle est percée d'un simple portail encadré par deux puissants contreforts couverts d'un auvent d'ardoises. Le clocher surmonte le tout.

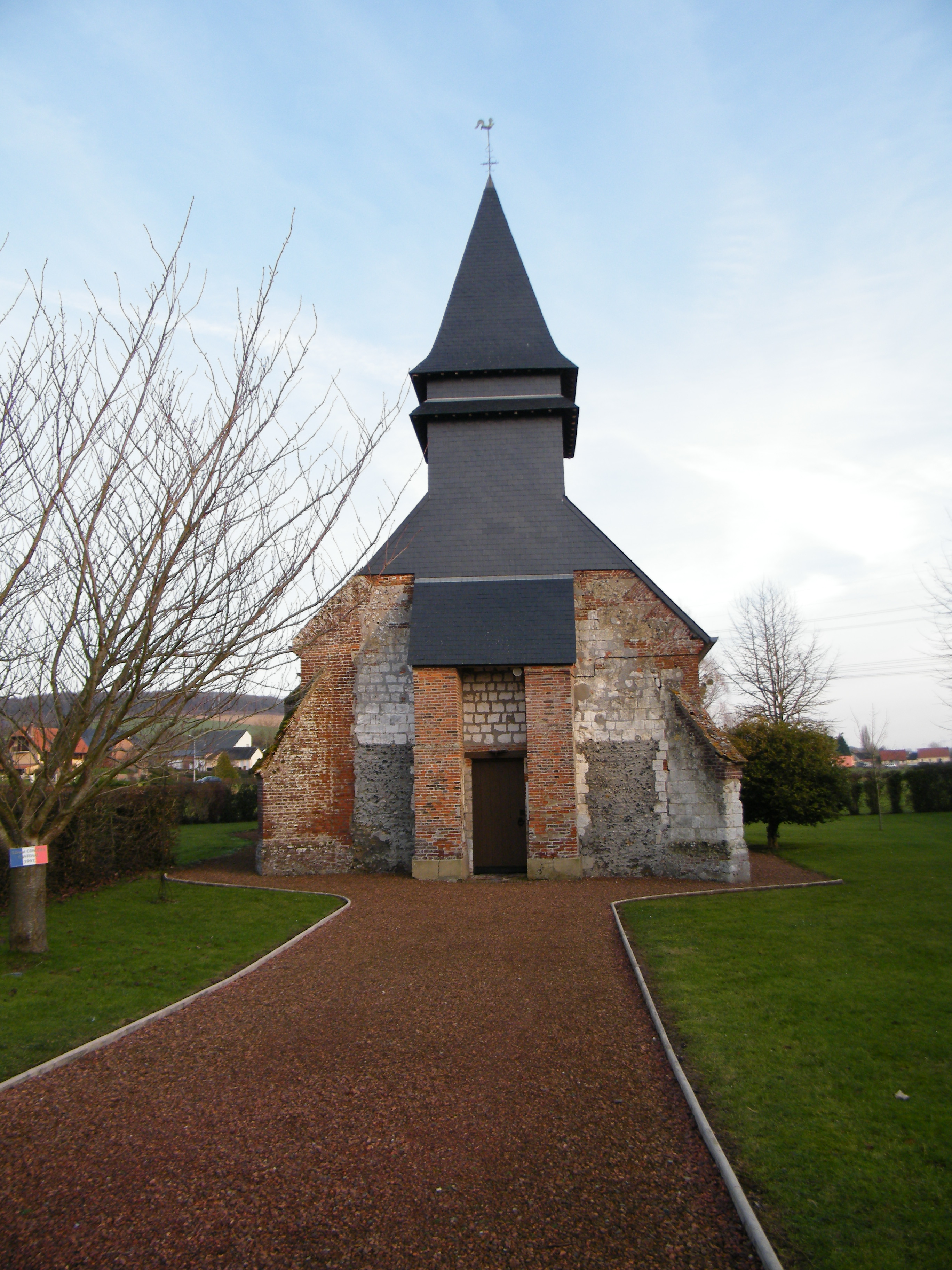
Façade et clocher
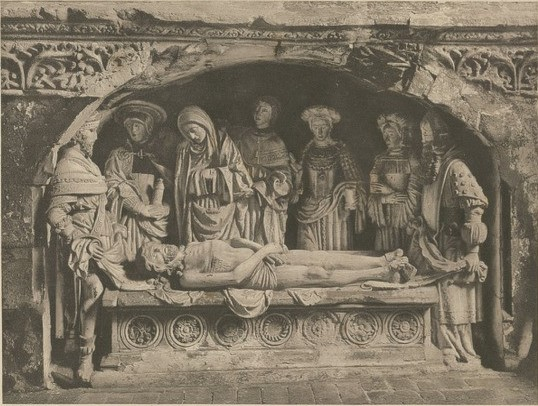
La Mise au tombeau

### Intérieur
L'intérieur de l'édifice conserve :
- une Mise au tombeau datée du premier quart du XVIe siècle[2], classée monument historique, au titre objet, depuis le 25 mai 1907. Sont représentés : le Christ, la Vierge, les Saintes Femmes, Joseph d'Arimathie, saint Jean l'Évangéliste, Nicodème[3]. Cette mise au tombeau a été restaurée en 2006[4],[5] ;
- la pierre tombale de Raoul d'Aoust mort en 1269. Sur cette pierre située au pied du maître-autel, ont été gravées l'effigie du défunt en cotte de mailles, les mains jointes, les pieds reposant sur deux chiens[6] et son épitaphe[7] ;
- un Christ en croix du XVIe siècle complète le mobilier artistique du sanctuaire[8].